# Kuszan-Riszeataim
Kuszan-Riszeataim – postać biblijna z Księgi Sędziów, król Aram-Naharaim.
Został on wykorzystany przez Jahwe do ukarania Izraelitów, którzy odwrócili się od swojej wiary. Przez 8 lat ciemiężył Żydów, aż pierwszy sędzia, Otniel, wydał mu bitwę, w której Kuszan-Riszeataim poległ.